# 馬尼拉都會區地鐵
馬尼拉都會區地鐵（英語：Metro Manila Subway），前稱大馬尼拉地鐵，是菲律賓馬尼拉大都會區一條興建中的地鐵線，全長36（22英里），呈南北走向，連接馬尼拉大都會6個城市。主線設有16座車站，起自巴倫蘇埃拉的東巴倫蘇埃拉站，終至帕拉納克市的米骨丹站；支線則連接主線和尼諾伊·阿基諾國際機場，將成為繼南北通勤鐵路之後，馬尼拉都會區第二座機場聯絡軌道系統。
本地鐵線是杜特尔特政府「大建特建計劃」的一部分，在2019年2月27日舉行動土儀式，並於同年12月正式動工，但由於工程進度因2019冠狀病毒病疫情而出現延誤，政府已放棄分段通車的計劃，改以2029年通車為目標。本項目的建造成本為4880億披索（2021年估計），日本國際協力機構提供的貸款將分擔地鐵線大部分建設成本。
地鐵通車後預計將整合原有的公共運輸系統，北大道站將成為四線轉乘站，和輕軌1號線、捷運3號線和捷運7號線交匯，其他鐵路線和交通工具的乘客也可以經地鐵站轉乘地鐵，抵達目的地。

## 歷史
在馬尼拉興建地鐵的計劃起初由日本海外技術協力事業團（後改組為國際協力機構）提出，他們於1973年完成馬尼拉大都會的都市運輸研究報告，並向菲律賓政府提出興建地鐵、改造國鐵的建議。1977年，英國的費爾文霍士顧問工程公司應菲律賓政府的委託，利用世界銀行的撥款完成馬尼拉大都會城市規劃方案，該方案以成本過高為由反對1973年方案中興建地鐵的計劃，又指出馬尼拉大都會區內的馬利金納和卡因塔容易發生淹水。1977年方案建議菲律賓修建4條輕軌鐵路，而馬尼拉輕軌1號線則在1984年12月至1985年5月期間分階段通車。然而，以高架路段居多的馬尼拉輕軌系統沒有1973年研究建議興建的地鐵網絡那麼龐大。
1973年研究建議菲律賓政府修建5條地鐵線，其中1號線全長27.1公里，連接憲法山（今議會山）和拉斯皮納斯市；2號線全長36公里，連接奎松市和卡因塔市；3號線全長24.3公里，沿乙沙大道興建；4號線全長30.1公里、連接馬利金納市和巴科奧爾市，5號線17.6公里，連接馬尼拉黎剎大道和布拉干省眉考阿延。如果成事的話，最後一條地鐵線將於1988年投入運作。
2014年6月，菲律賓國家經濟及發展局通過《大馬尼拉都會區及其周邊地區交通基建建設藍圖》（又名《大馬尼拉夢想計劃》），該規劃以國際協力機構的研究結果及建議為基礎，提議政府修建一條全長57.7公里的地鐵線（捷運5號線），該線落成後預計將成為第二條貫通大首都圈南北的軌道交通骨幹線（第一條是菲律賓國家鐵路南北通勤線），承擔集體運輸的功能。
2018年4月，國際協力機構與菲律賓財政部簽訂貸款協議，按照協議，國際協力機構將提供1045億日圓，協助菲律賓推動馬尼拉都會區地鐵項目的第一階段，採購機電設備，並培訓技術人員。地鐵首個開工的標段設站3座，起於奎松市基仁諾公路，止於北大道站，由日本國際協力機構出資援建，承建商為日本清水建設、藤田株式會社、竹中土木和菲律賓EEI工程公司（EEI Corporation）合組的財團，已於2019年2月27日正式動工。

## 設計
馬尼拉都會區地鐵地下段隧道外徑為5.65米，內徑為5.2米，列車設計時速可以達到80公里。美國地震學會估計，由於地鐵線附近的馬利金納谷斷層系可以引發地震，強度可以達到矩震級7.2級（最高可以達到7.6級），所以這條地鐵線在設計上必須有能力抵擋8級地震。此外，馬尼拉都會區地鐵項目的環評報告暨地形研究報告對全長74.6公里的地鐵線進行評估之後，建議把地鐵線其中18%的路段設在地面，另外9%的路段設在高架橋上，所以這條線路不一定完全是地下線。

## 列車
菲律賓交通部於2020年12月向日本住友商事和綜合車輛製作所採購30列電動列車（240節車卡），供馬尼拉都會區地鐵使用。這款列車和菲律賓國家鐵路為南北通勤鐵路項目採購的電動列車一樣，採用了sustina不鏽鋼車身。地鐵列車為8節編組，每節車廂設有4對車門。第二、三、六、七節車廂為動力車，其餘車廂為拖卡。整列車長120米，高3.7米（從路軌到車頂），寬2.95米，最高時速為120公里。整列車最大載客量為2,242人，菲律賓交通部副部長蒂莫西·巴坦稱這相等於1,300輛私家車、200輛吉普尼或60輛巴士的載客量。地鐵採用高架電纜，以1,500伏特直流電驅動列車運行，規格與南北通勤鐵路相仿。

## 路線
馬尼拉都會區地鐵全長36公里，車站（從北到南依次排列）包括：
| 車站名稱                          | 車站名稱         | 所在城市     | 轉乘路綫                                     | 通車日期 |
| 中文                              | 英文             | 所在城市     | 轉乘路綫                                     | 通車日期 |
| --------------------------------- | ---------------- | ------------ | -------------------------------------------- | -------- |
| 東巴倫蘇埃拉                      | East Valenzuela  | 巴倫蘇埃拉市 |                                              | 2029年   |
| 基仁諾公路                        | Quirino Highway  | 奎松市       |                                              | 2029年   |
| 丹董蘇拉                          | Tandang Sora     | 奎松市       |                                              | 2029年   |
| 北大道                            | North Avenue     | 奎松市       | LRT1 輕軌1號線 MRT3 捷運3號線 MRT7 捷運7號線 | 2029年   |
| 奎松大道                          | Quezon Avenue    | 奎松市       | MRT3 捷運3號線 8 東西鐵路                    | 2029年   |
| 東大道                            | East Avenue      | 奎松市       |                                              | 2029年   |
| 亞諾那斯                          | Anonas           | 奎松市       | LRT2 輕軌2號線                               | 2029年   |
| 阿奎納多軍營                      | Camp Aguinaldo   | 奎松市       |                                              | 2029年   |
| 奧智牙斯                          | Ortigas          | 曼达卢永市   |                                              | 2029年   |
| 蕭                                | Shaw             | 曼达卢永市   | LRT4 輕軌4號線                               | 2029年   |
| 第十一大道                        | 11th Avenue      | 马卡蒂市     |                                              | 2029年   |
| 麥金萊公園大道                    | McKinley Parkway | 達義市       | 5 馬卡蒂地鐵                                 | 2029年   |
| 勞頓                              | Lawton           | 達義市       |                                              | 2029年   |
| 參議院-教育部                     | Senate-DepEd     | 達義市       |                                              | 2029年   |
| 糧食集散公司                      | FTI              | 達義市       | NSCR 南北通勤鐵路                            | 2029年   |
| 米骨丹                            | Bicutan          | 帕拉納克市   | NSCR 南北通勤鐵路                            | 2029年   |
| 機場支線                          |                  |              |                                              |          |
| 尼諾伊·阿基諾國際機場第三客運大樓 | NAIA             | 帕賽市       |                                              | 2029年   |

這條地鐵線將來有可能向北延伸到布拉干省圣荷西德孟特（位於馬尼拉大都會以北，與棉蘭佬大道站的選址相距15.4公里），也有可能向南延伸到甲米地省达斯马里尼亚斯（位於馬尼拉大都會以南，與尼诺伊·阿基诺国际机场站的選址相距20.7公里）。根據政府估計，馬尼拉都會區地鐵全線通車之後，每日載客量可以達到174萬人次。
2018年10月，國際協力機構就南北通勤鐵路項目（蘇利斯－卡蘭巴段）發表可行性研究報告，提出在糧食集散公司站和米骨丹站之間修建接駁路軌，連接地鐵線和通勤鐵路，實現直通運行。該建議於2020年6月獲菲律賓交通部接納，同時交通部決定修改原有計劃，在巴倫蘇埃拉市車廠增設東巴倫蘇埃拉站，同時取消加耶丹諾大道站（Cayetano Avenue），以勞頓站和參議院-教育部站取而代之。修改方案需要得到國家經濟及發展局的批准，國際協力機構的設計團隊將負責制訂修改方案的細節和預算。

## 外部連結
- 國際協力機構：大馬尼拉地鐵項目 （页面存档备份，存于）